# Candy Crush Soda Saga
《Candy Crush Soda Saga》（也译“糖果粉碎苏打传奇”），由英國網絡遊戲公司King開發，为寶石方塊類遊戲《Candy Crush Saga》的续作，于2014年10月20日推出。游戏具有同步功能，用戶的遊戲進度可於Android和iOS和Windows 10和Windows Phone平台上切換。
游戏因收到欢迎带动开发公司股价上涨。

## 玩法
Candy Crush Soda Saga的遊戲規則和《Candy Crush Saga》大部分相同，並加入一些改動。關卡概分為有蘇打水瓶的汽水模式、跟一般模式。汽水模式關卡中會由糖果機、或是隨機掉落汽水瓶，清除後由下往上填入汽水，直到汽水完全充滿為止不再掉落汽水瓶。
此外，Candy Crush Soda Saga的糖果掉落方向未必是由上至下，部分關卡之糖果將往其他方向掉落，為該遊戲之最大特點，並能夠考驗玩家之破關思考邏輯。
續作:「Candy Crush Jelly Saga」。

## 關卡介紹
汽水關卡：單一關卡，收集指定數量的汽水瓶才算過關。

冰面關卡：單一關卡，找出冰面下的所有冰藍色軟糖熊才算過關。

泡泡關卡：捲軸式關卡，將所有紫色泡泡熊移動到柵欄處以上才算過關。

巧克力關卡：單一關卡，將黑與白的巧克力全部消除才算過關。

蜂蜜關卡：分頁式關卡，找出蜂蜜內的所有橙色軟糖熊才算過關。

泡泡糖關卡：單一關卡，將雙層式與隱慝式的泡泡糖全部消除才算過關。

果醬關卡：單一關卡，果醬全地舖滿才算過關。
難關(橙色版本 空手道樣)：難度比普通關卡(綠色版本)高的關卡。

超難關(紅色版本 武士樣)：章節中只設定其中一關超難關關卡，比難關更難。

究極難關(褐色版本 皇帝樣)：隨機設定已看不見弱點的究極難關關卡，比超難關更難。

## 特殊糖果
- 條紋糖果：以一欄或一列方式消除。(消除途中遇上黑色的甘草糖，則甘草糖後的格會被消除無效化)
- 包裝糖果：以範圍3×3消除兩次。
- 糖果魚：游到理想的破壞點。
- 彩糖炸彈：依據顏色糖果消除。
- 染色劑：將場地內其中一色糖果染成染色劑所示顏色的糖果。

另部份關卡設有深紫糖果，依照串連組合，自動觸發特殊技能：
- 生成「條紋糖果」方式排列：依照排列方向作出4欄或4列消除技能。
- 生成「包裝糖果」方式排列：以範圍7×7消除一次。
- 生成「糖果魚」方式排列：直接觸發4/5條魚，隨機選擇破壞點。
- 生成「彩糖炸彈」方式排列：直接清場一次，如場內有障礙物則只消除一層。
- 生成「染色劑」方式排列：將全場糖果染成深紫色。

此外，可將任兩顆特殊糖果結合以產生特殊消除效果：
- 包裝×包裝：消除5×5格兩次。
- 條紋×條紋：以1×1十字形式消除。
- 條紋×包裝：以3×3十字形式消除。
- 魚×條紋：隨機選擇破壞點消除一欄或一列。
- 魚×包裝：隨機選擇破壞點消除3×3格一次。
- 魚×魚：隨機選擇3格進行破壞。
- 炸彈×包裝/條紋/魚：將單一色系糖果全數換成包裝/條紋/魚，再激活該批糖果。(已成為特殊糖果除外，但亦會激活同色同款之特殊糖果)。
- 炸彈×炸彈：清場一次，如場內有障礙物則只消除一層。
- 染色劑×包裝/條紋/魚：將染劑所示顏色及所選特殊糖果結合成另一色特殊糖果後再激活(示例：如紅色染劑和橙色魚結合，會生成紅色魚，連帶所有普通橙色糖亦會被染成紅色魚。另若有其他橙色特殊糖果在場中，亦會被染成紅色，該等糖果不會被激活)。

「彩虹琪米」條件：

- 炸彈×染色劑：清場一次，並將全場的障礙物深層破壞。(蜂蜜關卡只顯示橘色軟糖熊的身影而非全相，冰層關卡則顯示為最薄一層冰，「冬甩圈」及「士的棒」在炸彈爆炸後才會被激活)
- 染色劑×染色劑：依選取色彩而定，將所有糖果全部染成單色。如選取紅色和橙色結合，則所有糖果染成紅色。

## 彩虹道路
- 新增發給特殊糖果的關卡，條件為連續過關而沒有失敗就可以獲得特殊糖果

第一階段：彩糖炸彈

第二階段：包裝糖果、彩糖炸彈

第三階段：包裝糖果、糖果魚、彩糖炸彈

第四階段：條紋糖果、包裝糖果、糖果魚、彩糖炸彈

第五階段：條紋糖果、包裝糖果、糖果魚、彩糖炸彈、染色劑

第六階段以後：條紋糖果、包裝糖果、糖果魚、彩糖炸彈、染色劑 + 增加30分鐘其一特殊糖果無限使用